# エウトレプトルニス
エウトレプトルニス（学名: Eutreptornis、「変わりゆく鳥」の意）は、古第三紀始新世の後期に現在のアメリカ合衆国ユタ州に生息していた、おそらくノガンモドキ目の絶滅した鳥類の属。伝統的にバトルニス科に分類されると考えられているが、比較的化石が不完全であることと他のバトルニス科鳥類との違いがみられることから、この分類には疑問も呈されている。
エウトレプトルニスの化石は知られている中ではバトルニス科で最小である。
エウトレプトルニスはブロントテリウム科のメガセロプスなど豊かな哺乳類の大型動物相と共存しており、大型のバトルニスの種や飛べないツルに似たゲラノイデス科などを含む他の陸棲鳥類とも共存していた。